# Kalakkad
Kalakkad (o Kalakkadu, Kalakad) è una suddivisione dell'India, classificata come town panchayat, di 27.025 abitanti, situata nel distretto di Tirunelveli, nello stato federato del Tamil Nadu. In base al numero di abitanti la città rientra nella classe III (da 20.000 a 49.999 persone).

## Geografia fisica
La città è situata a 8° 30' 0 N e 77° 34' 0 E e ha un'altitudine di 143 m s.l.m..

## Società

### Evoluzione demografica
Al censimento del 2001 la popolazione di Kalakkad assommava a 27.025 persone, delle quali 12.924 maschi e 14.101 femmine. I bambini di età inferiore o uguale ai sei anni assommavano a 2.842, dei quali 1.425 maschi e 1.417 femmine. Infine, coloro che erano in grado di saper almeno leggere e scrivere erano 20.833, dei quali 10.599 maschi e 10.234 femmine.